# Reda Kateb

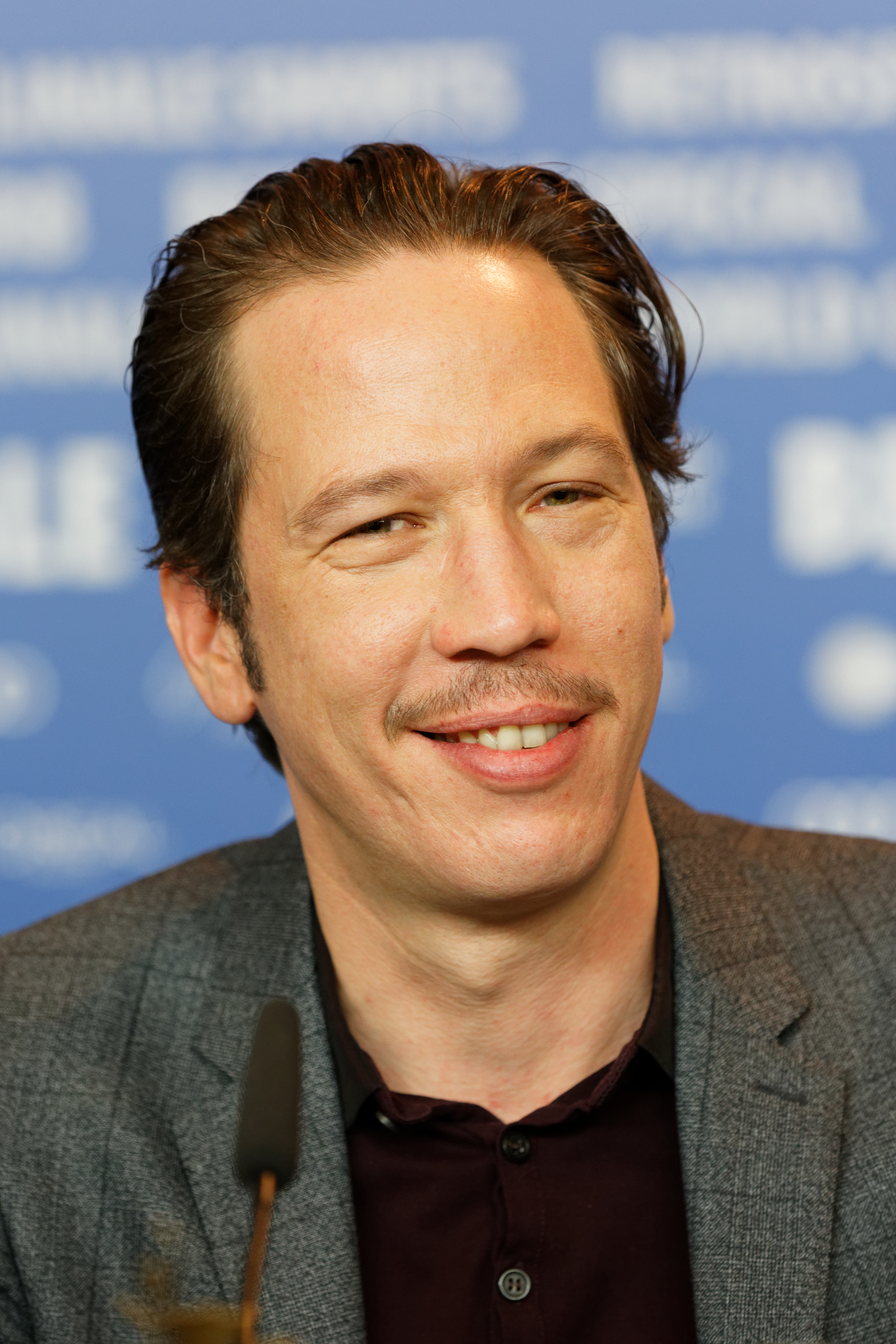
Reda Kateb (2017)

Reda Kateb (* 27. Juli 1977 in Paris) ist ein französischer Schauspieler.

## Leben
Kateb kam als Sohn des algerischen Schauspielers Malek Eddine Kateb und einer französischen Krankenschwester mit tschechisch-italienischen Wurzeln in Paris zur Welt, wuchs jedoch in Ivry-sur-Seine auf. Sein Großonkel ist der Schriftsteller Kateb Yacine; Kateb ist zudem mit Schauspieler Mustapha Kateb verwandt und interessierte sich schon früh für das Theater. Er stand im Alter von acht Jahren erstmals auf der Bühne. Im Alter von zwölf Jahren entschloss er sich, Schauspieler zu werden und war im jugendlichen Alter Platzanweiser und Filmvorführer in seiner Heimatstadt. Er begann nach dem Gymnasialabschluss jedoch zuerst ein Literaturwissenschaftsstudium, bevor er sich endgültig dem Theater zuwandte. Kateb spielte zunächst Theater am Théâtre du chaos, mit dem er in Gefängnissen, Schulen und Krankenhäusern auftrat. Seinen Lebensunterhalt verdiente er sich in dieser Zeit mit kleineren Arbeiten, so war er in einem Callcenter tätig.
Eine erste größere Fernsehrolle übernahm er 2008 in der Fernsehserie Engrenages, in der er in sechs Folgen als Drogendealer Aziz zu sehen war. Jacques Audiard wurde auf ihn aufmerksam und besetzte ihn in seinem Film Ein Prophet als Drogendealer Jordi. In Barfuß auf Nacktschnecken spielte Kateb im Folgejahr erstmals in einer Filmkomödie eine kleine Nebenrolle. In dieser Zeit nahm er bewusst auch kleine Rollen an, die sein Typenspektrum auf dem Bildschirm erweiterten, wollte er doch nicht auf die Rolle des Bösewichts festgelegt werden. Kateb kehrte 2010 ins Fernsehen zurück und war in der dritten Staffel der Fernsehserie Mafiosa in der Rolle des Nader zu sehen. Weitere Kino- und Fernsehfilme folgten.
Kathryn Bigelow besetzte Kateb in ihrem 2012 erschienenen Film Zero Dark Thirty in der Rolle des Terroristen Ammar. Für seine Darstellung des Arztes Abdel in Hippocrate wurde Kateb 2015 mit einem César in der Kategorie Bester Nebendarsteller ausgezeichnet. Im selben Jahr erhielt er den Patrick-Dewaere-Preis, den bedeutendsten französischen Filmpreis für Nachwuchsschauspieler. Kateb spielte 2016 die männliche Hauptrolle in der Handke-Verfilmung Die schönen Tage von Aranjuez von Wim Wenders. Im Folgejahr eröffnete der französische Spielfilm Django – Ein Leben für die Musik von Étienne Comar die 67. Internationalen Filmfestspiele Berlin. Kateb verkörperte darin den Musiker Django Reinhardt, der als Mitbegründer des europäischen Jazz gilt. Im selben Jahr wurde er bei den 70. Internationalen Filmfestspielen von Cannes als Jurymitglied der Sektion Un Certain Regard benannt. Für seine Darstellung wurde Kateb 2018 für einen César in der Kategorie Bester Hauptdarsteller nominiert. Eine weitere Césarnominierung als Bester Hauptdarsteller folgte 2020 für seine Rolle des Malik in der Filmkomödie Alles außer gewöhnlich von Olivier Nakache und Éric Toledano, in der er an der Seite von Vincent Cassel einen Sozialarbeiter für besonders schwer erziehbare Kinder und Jugendliche mit Autismus spielte.
Kateb lebt in Montreuil. Er besitzt neben der französischen auch die algerische Staatsbürgerschaft. Er ist auf dem rechten Auge fast blind.

## Filmografie (Auswahl)
- 2008: Engrenages (Fernsehserie, 6 Folgen)
- 2009: Ein Prophet (Un prophète)
- 2009: Erst einer, dann alle (Qu’un seul tienne et les autres suivront)
- 2010: Barfuß auf Nacktschnecken (Pieds nus sur les limaces)
- 2011: Tenir les murs
- 2012: À moi seule
- 2012: Trois mondes
- 2012: Le monde nous appartient
- 2012: Chroniques d’une cour de récré
- 2012: Zero Dark Thirty
- 2013: Streng (Une histoire d’amour)
- 2013: Maman und ich (Les garçons et Guillaume, à table!)
- 2013: Paris Countdown – Deine Zeit läuft ab (Le jour attendra)
- 2013: Les petits princes
- 2013: Gare du Nord
- 2014: Fishing Without Nets
- 2014: Qui vive
- 2014: Lost River
- 2014: Hippocrate
- 2014: Den Menschen so fern (Loin des hommes)
- 2015: Das Sprungbein (L’astragale)
- 2015: French Hitman – Die Abrechnung (La résistance de l’air)
- 2016: Die schönen Tage von Aranjuez (Les beaux jours d’Aranjuez)
- 2017: Django – Ein Leben für die Musik (Django)
- 2017: Grenzenlos (Submergence)
- 2018: Verbündete Feinde (Frères ennemis)
- 2019: Alles außer gewöhnlich (Hors normes)
- 2019: The Wolf’s Call – Entscheidung in der Tiefe (Le chant du loup)
- 2020: In Therapie (En thérapie)

## Auszeichnungen

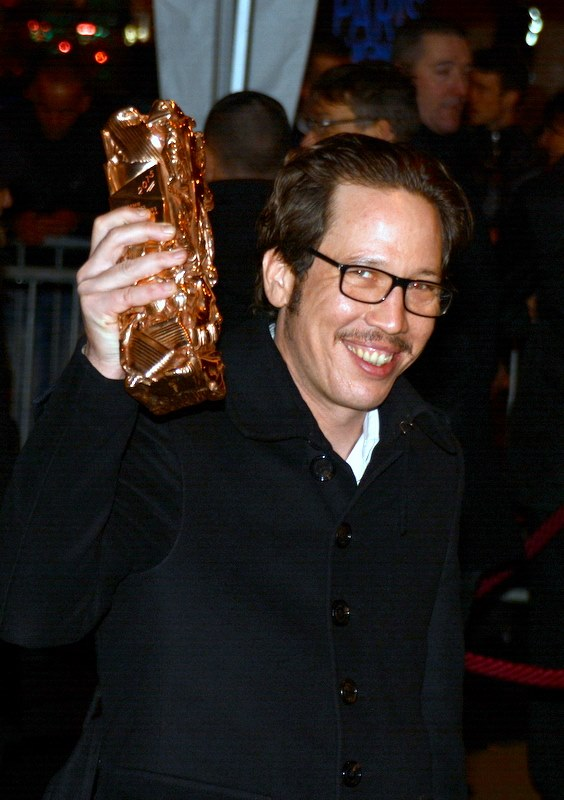
Reda Kateb 2015 mit dem César für Hippocrate

- 2014: Nominierung Patrick-Dewaere-Preis
- 2015: César, Bester Nebendarsteller, für Hippocrate
- 2015: Nominierung Globe de Cristal, Bester Schauspieler, für Hippocrate
- 2015: Patrick-Dewaere-Preis
- 2018: César-Nominierung, Bester Hauptdarsteller, für Django – Ein Leben für die Musik
- 2018: Nominierung Prix Lumières, Bester Darsteller, für Django – Ein Leben für die Musik
- 2020: César-Nominierung, Bester Hauptdarsteller, für Alles außer gewöhnlich